# 이스트사이드 (맨해튼)

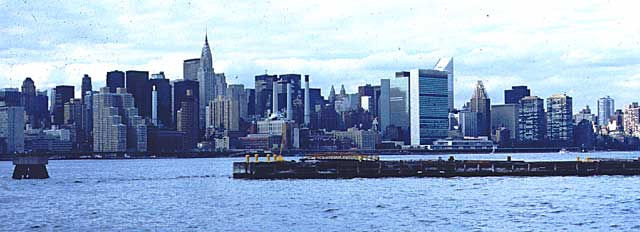
브루클린의 그린포인트 지역에서 바라본 이스트사이드

이스트사이드(East Side)는 맨해튼 섬에서 동쪽에 위치한 이스트 강, 브루클린, 퀸스에 인접한 지역을 말한다. 이스트 할렘, 요크빌, 어퍼이스트사이드, 터틀베이, 머리힐, 킵스베이, 그래머시 파크, 이스트빌리지, 카네기힐, 로어이스트사이드 지역을 포함한다.

## 같이 보기
- 웨스트사이드 (맨해튼)